# فهرست داستان‌ها
داستان در فرهنگِ بشری فراوان است. به طورِ نمونه، فقط فرهنگنامهٔ داستان‌های متون فارسی حدودِ ۲۴۰۰۰ داستان را برشمرده و وصف کرده است.

## دیگر
- آلیس در سرزمین عجایب
- ارباب حلقه‌ها
- بابا لنگ‌دراز
- بزبز قندی
- پری دریایی
- پیر گینت
- پی‌پی جوراب‌بلنده
- تام انگشتی
- جادوگر شهر اُز
- جک و لوبیای سحرآمیز
- جوجه‌اردک زشت
- چوپان دروغگو
- خانهٔ شکلاتی
- دختر خورشید و پسر ماه
- دخترک کبریت‌فروش
- راپانزل
- زیبای خفته
- سفیدبرفی (سفیدبرفی و هفت کوتوله)
- شنل‌قرمزی
- شهره و شادمان
- کفش‌قرمزی
- کلیله و دمنه
- کوراوغلی
- ماجراهای پینوکیو
- ماجراهای تن‌تن و میلو
- نی‌نواز هاملین
- هانسل و گرتل
- هزار و یک روز
- ابومسلم‌نامه
- اسکندرنامه نقالی
- احسن القصص
- رستم نامه
- بوستان خیال
- بهار دانش
- جامع الحکایات
- افسانه شیر سپیدیال
- امیر ارسلان نامدار
- طوطی نامه
- خاله سوسکه
- خاورنامه
- خروسک پریشان
- داراب‌نامه (طرسوسی)
- داستان فلک‌ناز
- داستان‌های امیرحمزه
- داستان‌های حسنک
- دختر شاه پریان
- سلیم جواهری
- سمک عیار
- سندباد نامه
- شهر موش‌ها
- مشدی گلین خانم
- شیرزاد یا ببر و پیرزن
- عروسک سنگ صبور
- علاءالدین
- علی‌بابا و چهل دزد بغداد
- علی مردان خان
- عمو زنجیرباف
- قصه حسین کرد شبستری
- قصه‌های شاهنامه
- کدوی قلقله‌زن
- گرگ بد گنده
- گنجشکک اشی‌مشی
- ماه‌پیشانی
- ماهی سیاه کوچولو
- نارنج و ترنج
- نجمان خاکی
- هفت‌لشکر